# Козенко, Анна Викторовна
Анна Викторовна Козенко (укр. Козенко Ганна Вікторівна, род. 4 января 1991, Скадовск) — украинская тяжелоатлетка, мастер спорта по тяжелой атлетике.

## Биография
В марте 2011 года стала бронзовая призёром Кубка Украины в Луцке. В апреле 2011 года стала абсолютной чемпионкой Украины среди юниоров в Запорожье. В июле 2011 года стала абсолютной чемпионкой Украины до 23 лет в Скадовске. В сентябре 2011 года стала серебряным призёром чемпионата Европы среди юниоров в Бухаресте; бронзовый призёр чемпионата Украины в Виннице.
В апреле 2013 года в ходе чемпионата Европы по тяжелой атлетике в Тиране (Албания) на соревнованиях среди женщин в супертяжёлом весе завоевала серебряную медаль в рывке и бронзовую — в толчке и двоеборье.